# Андрей Чорбанов
Андрей Иванов Чорбанов е български имунолог, професор и ръководител на Департамента по имунология, в Института по микробиология „Стефан Ангелов“, при БАН, депутат в XLV, XLVI и XLVII народно събрание, избран от листата на партия Има такъв народ, в 24-ти МИР – гр. София. Заместник-председател в XLIX народно събрание от 4 МИР Велико Търново.
На президентските избори, през 2011 г., Андрей Чорбанов е кандидат за президент на България, издигнат от политическа партия Българска демократична общност, с кандидат за вицепрезидент Ангел Мирчев.

## Научна кариера
През 1992 г. се дипломира в Биологическия факултет на СУ „Св.Климент Охридски“, със специалност „Биотехнология“, профил „Генно и клетъчно инженерство при прокариоти и еукариоти“. Темата на дипломната му работа е „Имунологични и имунохимични методи за доказване на полиовирусна инфекция“.
През периода 1992 – 1998 г. работи в лабораторията по бактериални ваксини, в секция „Приложна имунология и биотехнология“, в НЦЗПБ. През 1997 г. специализира, като гост-изследовател, в лабораторията по експериментална имунология, в Университета в Утрехт (Холандия). Темата на специализацията му е „Модулиране на имунния отговор чрез насочване на генно-инженерни антигени към някои клетъчни рецептори“.
През 1999 г. постъпва на работа в секцията по имунология, на Института по микробиология „Стефан Ангелов“ при БАН, където работи по теми свързани, с автоимунитета и генерирането на автоимунни антитела, както и с разработката на протеинови и ДНК-химерни молекули за терапия на автоимунни заболявания.
През 2002 г. придобива образователната и научна степен „Доктор“ по „Имунология“, въз основа на защитен дисертационен труд на тема: „Инженерни и генно-инженерни химерни молекули като антигени“. През 2009 г. се хабилитира с академичното звание доцент, а от 2020 г. е професор в Департамента по имунология на Института по микробиология „Стефан Ангелов“. От 2011 г. е гост-преподавател по Имунология в Университета в Ниш.